# Municipio de Rolla (Misuri)
El municipio de Rolla (en inglés: Rolla Township) es un municipio ubicado en el condado de Phelps en el estado estadounidense de Misuri. En el año 2010 tenía una población de 17696 habitantes y una densidad poblacional de 187,92 personas por km².

## Geografía
El municipio de Rolla se encuentra ubicado en las coordenadas 37°55′24″N 91°48′27″O / 37.92333, -91.80750. Según la Oficina del Censo de los Estados Unidos, el municipio tiene una superficie total de 94.17 km², de la cual 93.58 km² corresponden a tierra firme y (0.62%) 0.58 km² es agua.

## Demografía
Según el censo de 2010, había 17696 personas residiendo en el municipio de Rolla. La densidad de población era de 187,92 hab./km². De los 17696 habitantes, el municipio de Rolla estaba compuesto por el 87.5% blancos, el 3.97% eran afroamericanos, el 0.49% eran amerindios, el 5.2% eran asiáticos, el 0.03% eran isleños del Pacífico, el 0.43% eran de otras razas y el 2.38% pertenecían a dos o más razas. Del total de la población el 2.53% eran hispanos o latinos de cualquier raza.